# エクストラ (航空機メーカー)

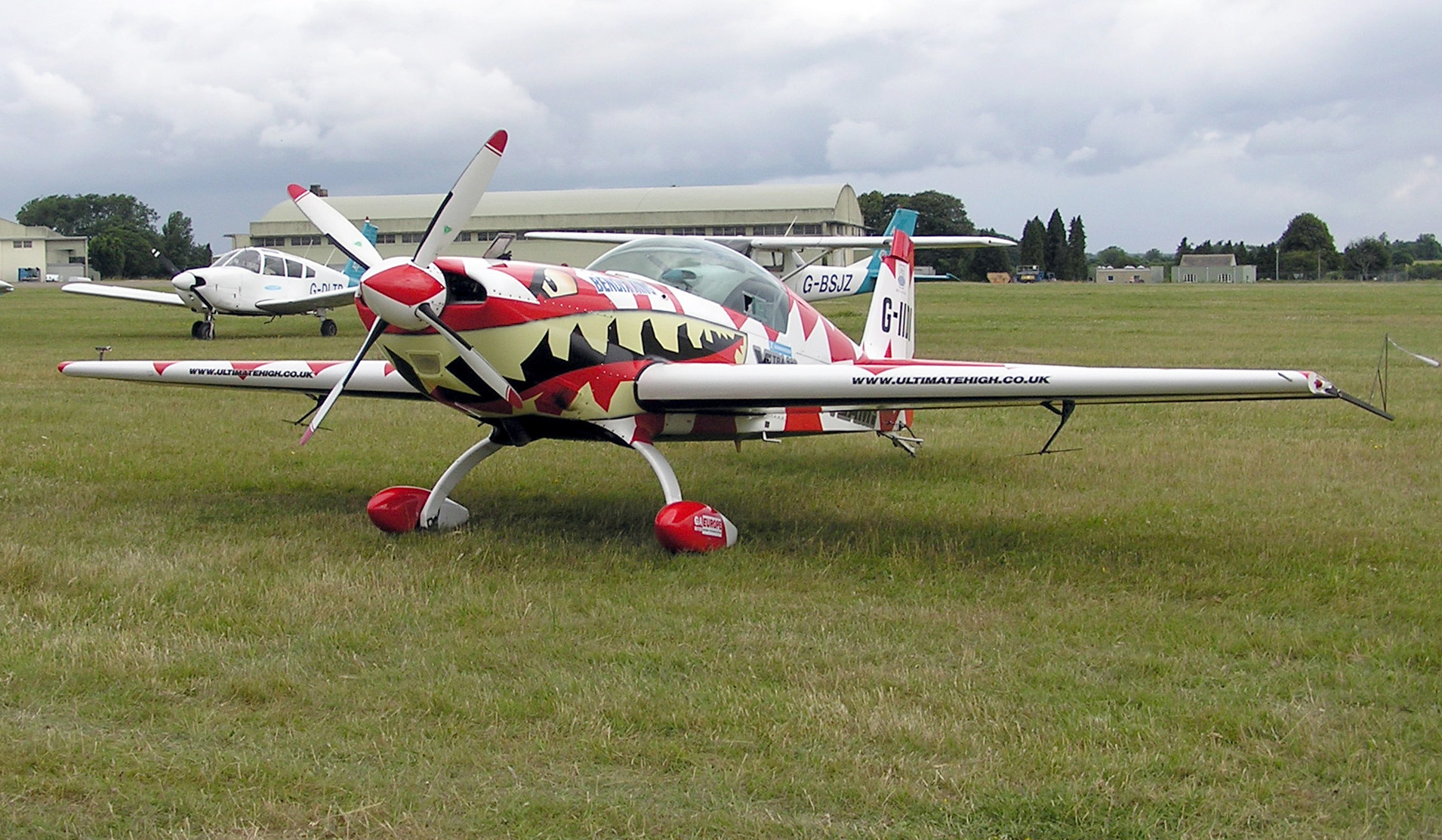
エクストラ 300

エクストラ（Extra Flugzeugbau）は、ドイツのノルトライン＝ヴェストファーレン州所在の航空機メーカー。
1980年に曲技飛行士のウォルター・エクストラが自分用のスポーツ機を開発するために設立した。主に曲技飛行機・スポーツ機などの競技用の小型機を製造している。
1983年に初の機体となるスポーツ機・エクストラ 230を開発、次いで1988年にはスポーツ機・エクストラ 300を開発した。1990年代前半には一般向け軽飛行機であるエクストラ 400の開発・販売を開始している。

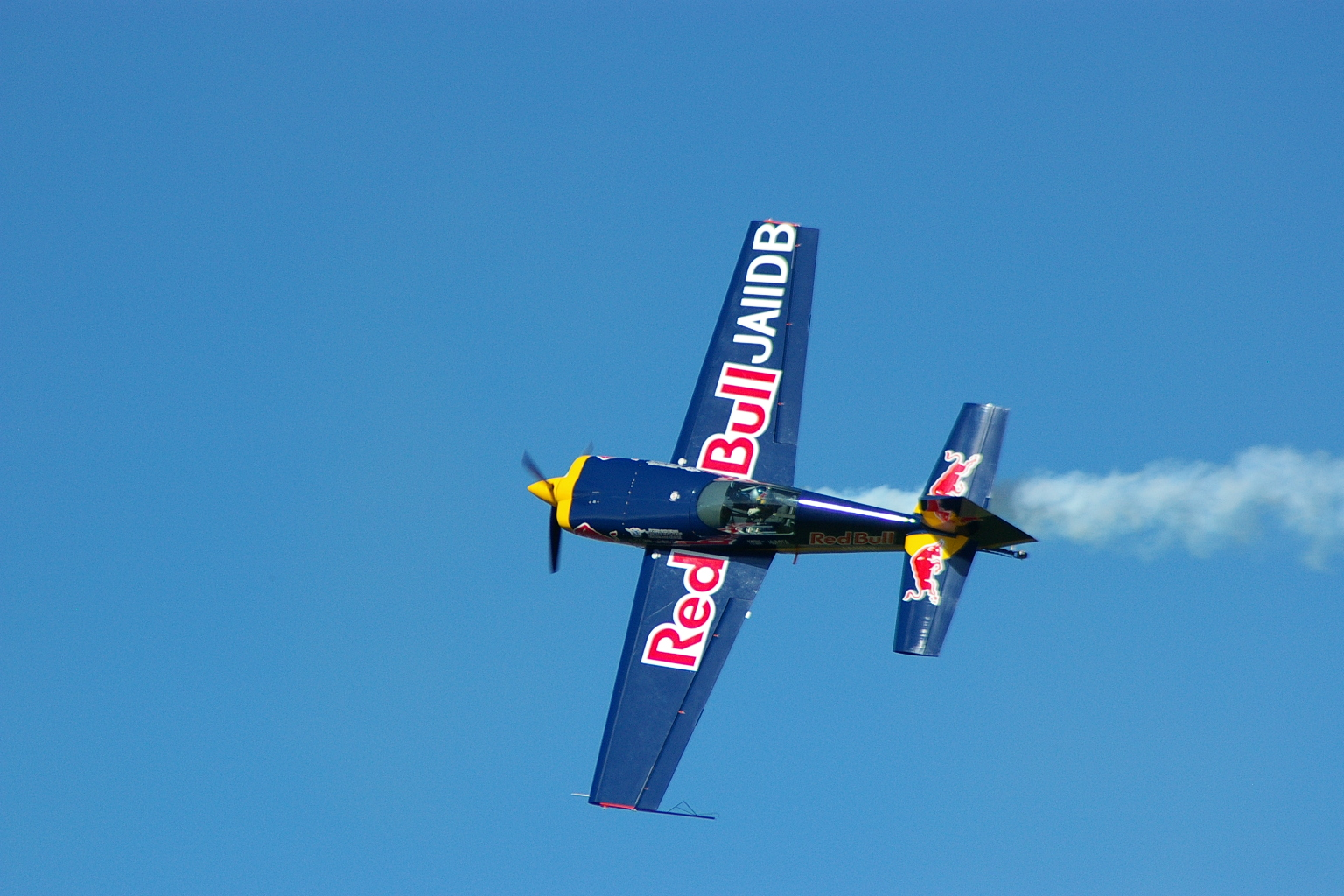
曲技飛行中のエクストラ300S

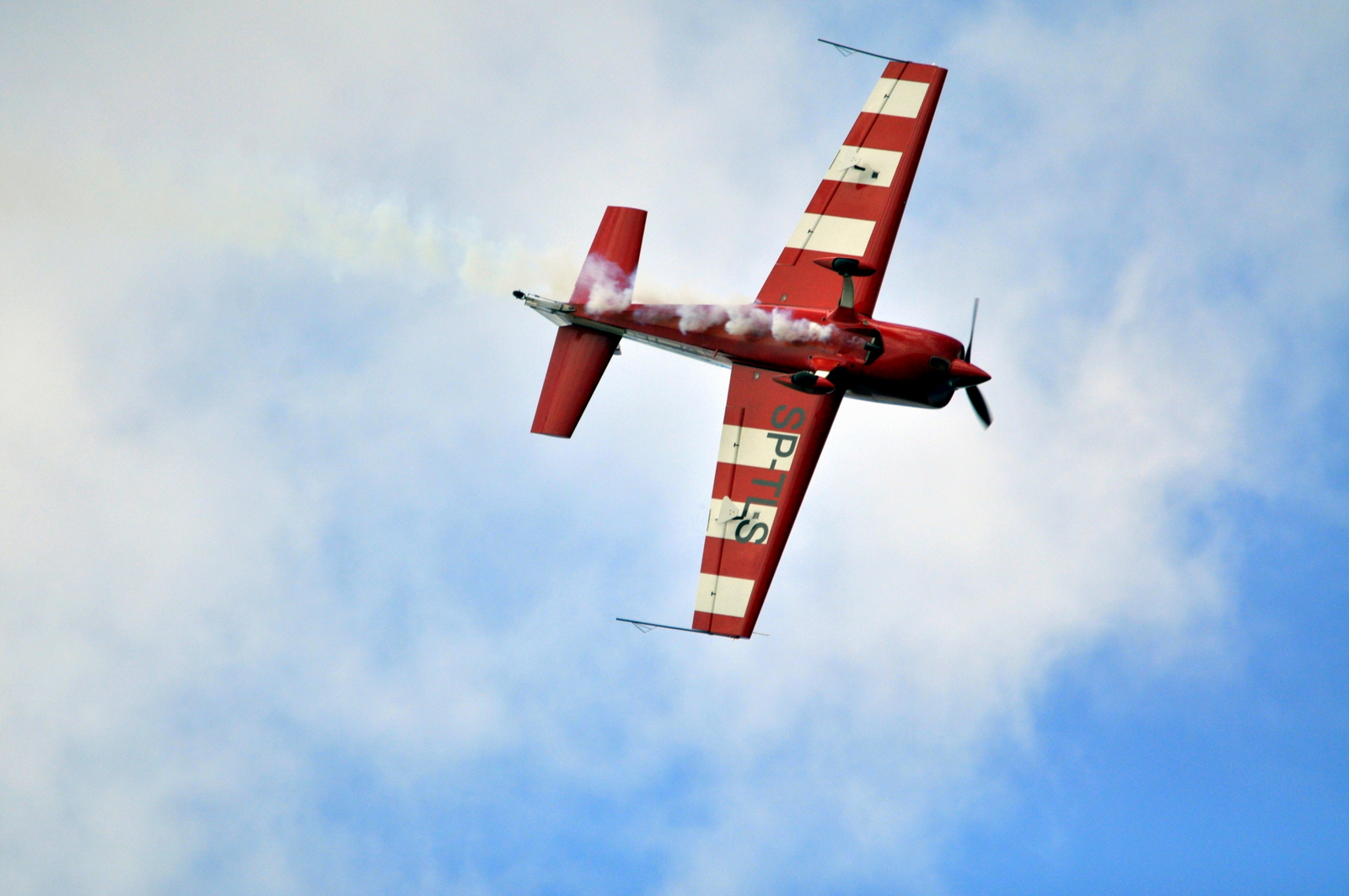
Extra 330LC

## 主な機体

### スポーツ機
- エクストラ 200
- エクストラ 230
- エクストラ 300
- エクストラ 330

### 汎用軽飛行機
- エクストラ 400（1996年初飛行・6人乗り）
- エクストラ 500（2002年初飛行・6人乗り）